# Tân Dân Tử
Tân Dân Tử (chữ Hán: 新民子) là bút hiệu của ông Nguyễn Hữu Ngỡi (chữ Hán: 阮有義, 1875–1955), một trong những tác giả tiên phong cho thể loại tiểu thuyết lịch sử Việt Nam ở giai đoạn đầu thế kỷ XX.

## Tiểu sử
Tân Dân Tử là người làng Tăng Nhơn Phú, huyện Thủ Đức, tỉnh Gia Định; nay thuộc thành phố Thủ Đức, Thành phố Hồ Chí Minh. Ông xuất thân trong gia đình có truyền thống Nho học. Ông nội là tú tài Hán học. Thân phụ cũng tinh thông chữ Hán, làm chức cai tổng. Thuở nhỏ, ông học chữ Hán, và tỏ ra là một đứa trẻ thông minh và có trí nhớ tốt . Ít lâu sau, ông chuyển sang học chữ Pháp. Sau khi tốt nghiệp trường Thông ngôn Sài Gòn, ông được bổ làm kinh lịch ở Chợ Lớn, về sau được thăng chức huyện hàm. Ngoài nhiệm vụ của một công chức, ông còn tham gia viết văn, viết báo. Theo GS. Nguyễn Huệ Chi, ông là một cây bút có các bài tản văn và thơ in khá sớm trên các báo quốc ngữ đầu tiên như Nông cổ mín đàm (Trong chén trà bàn chuyện nông thương), Lục tỉnh tân văn, Điện tín, v.v... Năm 1953, ông mắc bệnh phải nằm một chỗ hơn hai năm rồi mất tại Sài Gòn, hưởng thọ 80 tuổi.

## Tác phẩm
Tác phẩm của Tân Dân Tử gồm có:
- Giọt máu chung tình: tiểu thuyết đầu tay gồm 3 cuốn, 28 hồi, xuất bản 1926 (bìa ngoài ghi 1926, bìa trong ghi 1925, do nhà in Nguyễn Văn Viết ở Sài Gòn ấn hành). Ít lâu sau, tác phẩm được tác giả chuyển thể thành tuồng cải lương (nhà in Phạm Văn Thình, Sài Gòn, 1930). Tính đến năm 1974, tiểu thuyết Giọt máu chung tình sách đã in đến lần thứ 8 (lần này chia lại thành 4 hồi). Đây là cuốn tiểu thuyết lịch sử lãng mạn, miêu tả tình yêu của đôi trai tài gái sắc Võ Đông Sơ và Bạch Thu Hà.
- Gia Long tẩu quốc (Gia Long bôn ba vì nước): tiểu thuyết gồm 5 cuốn, 25 hồi, viết xong 1929, xuất bản 1930 (nhà in Bảo Tồn ở Sài Gòn), được tái bản nhiều lần. Tác phẩm này sau đó cũng được chuyển thể thành tuồng cải lương do nhà in Phạm Văn Thình xuất bản.
- Hoàng tử Cảnh như Tây (Hoàng tử Cảnh đi Tây): tiểu thuyết gồm 2 cuốn, xuất bản 1931 (nhà in Bảo Tồn, Sài Gòn).
- Gia Long phục quốc (Gia Long thu hồi đất nước): tiểu thuyết gồm 4 cuốn, 15 hồi, xuất bản 1932 (nhà in Xưa Nay, Sài Gòn). Trên bìa đề "Tiếp theo Hoàng tử Cảnh như Tây và Gia Long tẩu quốc. Tân Dân Tử trước thuật". Trên bìa 1 của các tập có vẽ hình vua Gia Long. Cuối tập 4 có lời "kết luận" của tác giả đánh giá về sự nghiệp của Gia Long [5]
- Tham ắt phải thâm: tiểu thuyết xã hội, 2 tập, nhà in Đức Lưu Phương, Sài Gòn, 1940. Đây là cuốn tiểu thuyết viết về đề tài xã hội duy nhất cũng là cuốn tiểu thuyết cuối cùng của ông. Truyện kể về nhân vật Đặng Phước Trường giàu có, tham lam, có con gái tên Ngọc Anh đẹp người đẹp nết. Tường định đem con gái gả bán nơi giàu có nhưng không ngờ bị bọn xấu gạt lấy hết gia tài. Vốn thông minh lanh lợi, Ngọc Anh không những khéo léo thoát khỏi cuộc hôn nhân ép buộc và cứu lại sản nghiệp cho cha mà còn tìm được người chồng tốt.

Ngoài ra ông còn có một số bài thơ và bài báo.

## Tôn chỉ sáng tác
Phát biểu về vai trò của tiểu thuyết lịch sử đối với đời sống hiện tại, Tân Dân Tử cho rằng: Tiểu thuyết thì có nhiều thứ khác nhau, nhưng tiểu thuyết lịch sử thì cần nhứt cho quốc dân ta lúc này hơn hết… muốn cho nước nhà phổ thông thì chẳng chi hay cho bằng tiểu thuyết làm mai nhơn để dẫn dắt quốc dân đi vào đường lịch sử. Đó là một phương pháp rất anh minh và công hiệu (lời tựa cuốn Gia Long tẩu quốc).

## Nhận xét khái quát
Trong số những nhà văn góp phần làm nên thành tựu của văn chương Nam Bộ nửa đầu thế kỷ 20, Tân Dân Tử là khuôn mặt tương đối nổi bật. Thế mạnh của ông là tiểu thuyết lịch sử. Sự nghiệp sáng tác của ông đã được các nhà nghiên cứu đánh giá cao...